# Nutuk

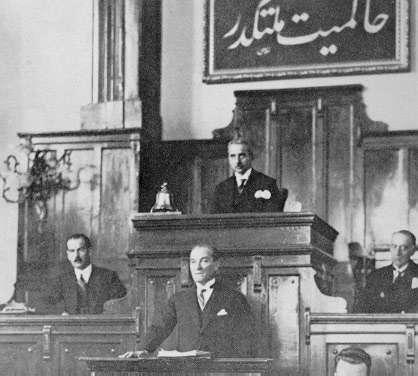
Mustafa Kemal podczas wygłaszania Nutuku

Nutuk – mowa wygłoszona przez Mustafę Kemala na zjeździe Republikańskiej Partii Ludowej w dniach 15–20 października 1927.
Była podzielona na sześć przemówień. Trwała łącznie 36 godzin i 33 minuty. Kemal przedstawił w niej swoją wizję historii tureckiego ruchu wyzwoleńczego (od lądowania w Samsunie w maju 1919); omówił także pierwsze lata Republiki. Skupił się przede wszystkim na okresie do powstania Postępowej Partii Republikańskiej w listopadzie 1924, której członków – swoich przeciwników politycznych – poddał ostrej krytyce, przedstawiając ich jako osoby pozbawione kompetencji i zdrajców. 
Mowa Kemala stała się podstawą tureckiej historiografii okresu od 1919 do 1927. W latach 1928–1929 tekst został przetłumaczony na język niemiecki, francuski i angielski. Jest również ważnym symbolem kemalizmu (po zamachu stanu z 1960 wojskowi, którzy doprowadzili do obalenia rządu nakazali wyemitowanie całego Nutuku w radiu).